# Киркленд, Роберт
Ро́берт «Бо́бби» Ки́ркленд (англ. Robert "Bobby" Kirkland; род. 1936) — шотландский кёрлингист.
В составе мужской сборной Шотландии участник трёх чемпионатов мира (лучший результат — серебряные призёры в 1964). Трёхкратный чемпион Шотландии среди мужчин.
Играл на позиции второго.

## Достижения
- Чемпионат мира по кёрлингу среди мужчин: серебро (1964).
- Чемпионат Шотландии по кёрлингу среди мужчин: золото (1964, 1972, 1974).
- Чемпионат Шотландии по кёрлингу среди ветеранов: бронза (2022).

## Команды
| Сезон   | Четвёртый        | Третий           | Второй          | Первый         | Турниры                      |
| ------- | ---------------- | ---------------- | --------------- | -------------- | ---------------------------- |
| 1963—64 | Алекс Ф. Торранс | Алекс А. Торранс | Роберт Киркленд | Джимми Уодделл | ЧШМ 1964 · ЧМ 1964           |
| 1964—65 | Алекс Ф. Торранс | Алекс А. Торранс | Роберт Киркленд | Джимми Уодделл | [ 5 ]                        |
| 1966—67 | Алекс Ф. Торранс | Алекс А. Торранс | Роберт Киркленд | Джимми Уодделл | [ 5 ]                        |
| 1967—68 | Алекс Ф. Торранс | Алекс А. Торранс | Роберт Киркленд | Джимми Уодделл | [ 5 ]                        |
| 1971—72 | Алекс Ф. Торранс | Алекс А. Торранс | Роберт Киркленд | Джимми Уодделл | ЧШМ 1972 · ЧМ 1972 (4 место) |
| 1973—74 | Джимми Уодделл   | Джим Стил        | Роберт Киркленд | Уилли Фрейм    | ЧШМ 1974 · ЧМ 1974 (8 место) |
| 2021—22 | Хью Нельсон      | William Baird    | Роберт Киркленд | Alex Fleming   | ЧШВ 2022                     |

(скипы выделены полужирным шрифтом)

## Частная жизнь
Роберт Киркленд и другие члены команды 1964 года, включая и скипа команды Алекса Ф. Торранса, были фермерами в округе города Гамильтон.